# Хелмек
Хелмек (пол. Chełmek)  —  город  в Польше, входит в Малопольское воеводство,  Освенцимский повят.  Имеет статус городско-сельской гмины. Занимает площадь 8,31 км². Население — 9115 человек (на 2004 год).